# Sadok Ben Romdhane
Sadok Ben Romdhane (* 2. Dezember 2001 in Yverdon-les-Bains) ist ein Schweizer Handballspieler, welcher ebenfalls die tunesische Staatsbürgerschaft besitzt.

## Karriere

### Im Verein
Sadok Ben Romdhane begann das Handballspielen in Crissier gemeinsam mit seinem Zwillingsbruder. Hier wurden sie in der Jugend auch zeitweise von ihrem Vater trainiert. Zwischendurch besuchten sie die Jugendakademie von Chambéry in Frankreich. Aber bereits 2017 kehrten sie in die Schweiz zurück und besuchten die Suisse Handball Academy in Schaffhausen. In der Saison 2022/23 lief er auf Leihbasis für den TSV St. Otmar St. Gallen auf. Nach einer Saison stand er wieder im Kader der Kadetten Schaffhausen. Mit den Kadetten gewann er 2024 die Schweizer Meisterschaft. Im Sommer 2024 wechselte er zum deutschen Zweitligisten Eulen Ludwigshafen. Im März 2025 wurde sein Vertrag mit dem Eulen Ludwigshafen aufgelöst. Seit der Saison 2025/26 steht er beim Schweizer Zweitligisten TV Möhlin unter Vertrag.

### In Auswahlmannschaften
Sein erstes Spiel für die Schweizer Nationalmannschaft machte er im Januar 2023 gegen Japan.

## Privat
Seine Eltern stammen aus Tunesien. Sein Vater Ameur Ben Romdhane spielte in Tunesien ebenfalls Handball und sein Zwillingsbruder Mehdi Ben Romdhane ist auch Schweizer Nationalspieler.